# Đảo Sudong
Pulau Sudong là hòn đảo san hô nằm ngoài khơi bờ biển phía nam của Singapore với diện tích 209 hecta, nó đã được mở rộng thông qua quá trình cải tạo đất vào cuối những năm 1970.
Đây là hòn đảo được đặt dưới sự quản lý của Lực lượng vũ trang Singapore, là căn cứ hải - không quân của đảo quốc này. Chính vì vậy, hầu hết khu vực đảo vẫn còn được bao phủ bởi thảm thực vật dày đặc - hòn đảo này là một thiên đường động vật hoang dã cho các loài chim di cư và nhiều thực vật.